# Ометиды
Ометиды (лат. Omethidae) — семейство жуков из инфраотряда Elateriformia. Небольшие насекомые длиной 3—12 мм с мягкой, слабо склеротизированной кутикулой. Общая окраска варьирует от бурой до чёрной; у многих видов голова окрашена в жёлтые или красные тона либо покрыта пятнами этих цветов. Личинки не описаны.

## Состав и распространение
В семействе известно 33 вида, которые объединяют в 8 родов и три подсемейства. Представители рода Drilonius (около 20 видов) и Omethes rugiceps описаны с Дальнего Востока (от Японии до Индонезии), остальные распространены в Северной Америке.
- Driloniinae Crowson, 1972
  - Drilonius Kiesenwetter, 1874
- Matheteinae LeConte, 1881
  - Ginglymocladus VanDyke, 1918
  - Matheteus LeConte, 1874
- Omethinae LeConte, 1861
  - Blatchleya Knab, 1910
  - Malthomethes Fender, 1975
  - Omethes LeConte, 1861
  - Symphomethes Wittmer, 1970
  - Troglomethes Wittmer, 1970